# Holocaustul în Lituania
Holocaustul în Lituania ocupată de naziști a dus la distrugerea aproape totală a populației de evrei lituanieni⁠(d) ce trăiau în teritoriile lituaniene și poloneze controlate de naziști⁠(d) (Generalbezirk Litauen de Reichskommissariat Ostland). Din aproximativ 208.000-210.000 de evrei, aproximativ 190.000–195.000 au fost uciși înainte de sfârșitul celui de al Doilea Război Mondial (uneori sunt publicate și estimări mai aproximative), majoritatea între iunie și decembrie 1941. Mai mult de 95% din populația evreiască a Lituaniei a fost masacrată de-a lungul celor trei ani de ocupație germană — o distrugere mai completă decât în orice altă țară afectată de Holocaust. Istoricii pun acest fapt pe seama colaborării masive a localnicilor creștini la genocid, deși motivele pentru această colaborare sunt încă dezbătute. Holocaustul s-a soldat cu cea mai mare pierdere de vieți omenești într-o perioadă atât de scurtă de timp din istoria Lituaniei.
Evenimentele care au avut loc în regiunile de vest ale URSS ocupate de Germania Nazistă în primele săptămâni de după invazia germană, inclusiv în Lituania, au marcat intensificarea bruscă a Holocaustului.
O componentă importantă a Holocaustului în Lituania a fost aceea că administrația nazistă de ocupație a diseminat antisemitismul dând vina pe comunitatea evreiască pentru recenta anexare, cu un an în urmă, a Lituaniei de către regimul sovietic. Un alt factor important a fost felul în care planurile naziștilor s-au bazat pe organizarea fizică, pregătirea și executarea ordinelor lor de către trupele lituaniene auxiliare ale regimului nazist de ocupație.

## Context
După invazia comună nazisto-sovietică a Poloniei în septembrie 1939, Uniunea Sovietică a semnat un tratat cu Lituania⁠(d) la 10 octombrie, prin care preda acestei țări orașul Wilno (rebotezat Vilna), locuit predominant de polonezi și evrei, în schimbul unor concesiuni militare, și ulterior a anexat Lituania⁠(d) în 1940 după niște alegeri falsificate. Invazia germană a Uniunii Sovietice, la 22 iunie 1941, a venit după un an de ocupație sovietică, care a culminat cu deportări în masă în toate Țările Baltice, cu doar o săptămână înainte de invazie. Germanii au fost primiți ca eliberatori și au primit sprijin din partea milițiilor neregulate lituaniene împotriva forțelor sovietice în retragere. Mulți lituanieni credeau că Germania va permite restabilirea independenței țării. Pentru a mulțumi Germania, unii oameni și-au exprimat fățiș sentimentele antisemite. Germania Nazistă, care confiscase teritoriul lituanian în prima săptămână de ofensivă, s-a folosit de această situație în avantajul său și, într-adevăr, în primele zile a permis înființarea unui Guvernul Provizoriu al Lituaniei⁠(d) de către Frontul Activiștilor Lituanieni⁠(d). Pentru o scurtă perioadă, părea că germanii urmau să acorde Lituaniei o autonomie importantă, comparabilă cu cea acordată Republicii Slovace. Cu toate acestea, după aproximativ o lună, organizațiile lituaniene cu orientare mai independentă au fost desființate în perioada august-septembrie 1941, iar germanii și-au extins controlul.

## Distrugerea evreilor lituanieni

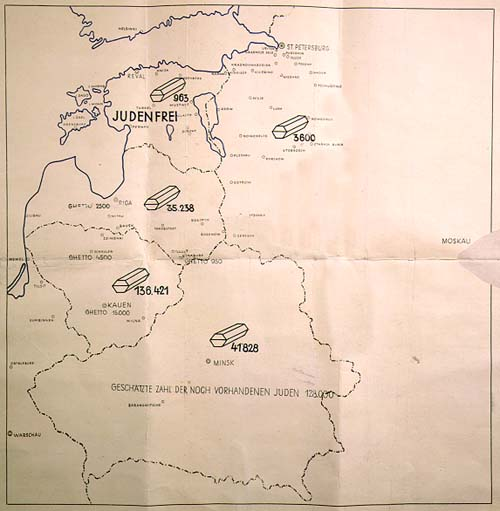
Harta intitulată "Execuțiile de evrei efectuate de Einsatzgruppe" din raportul lui Stahlecker. Marcată „Chestiune secretă a Reich-ului”, harta arată numărul de evrei împușcați în Reichskommissariat Ostland. Conform acestei hărți, numărul estimat de evrei uciși în Lituania era de 136.421 la data la care a fost întocmită harta.

### Numărul estimat de victime
Înainte de invazia germană, populația evreiască a fost estimată la circa 210.000 de persoane, deși conform datelor departamentului lituanian de statistică, la 1 ianuarie 1941 erau 208.000 de evrei. Această estimare, bazată pe cifra oficială a celor emigrați în URSS înainte de invazie (circa 8500), numărul celor evadați din ghetourile Kaunas și Vilnius, (1500-2000), precum și pe numărul supraviețuitorilor din lagărele de concentrare la eliberarea lor de către Armata Roșie, (2000-3000), plasează numărul de evrei lituanieni uciși în Holocaust între 195.000 și 196.000. Este dificil de estimat numărul exact de victime ale Holocaustului și numărul cel din urmă nu poate fi considerat definitiv sau incontestabil. Cifrele date de istorici diferă în mod semnificativ, variind de la 165.000 de la 254.000, numărul mai mare cuprinzând, probabil (în mod empiric), și evrei din alte țări și disidenți din Reich etichetați ca evrei și uciși în Lituania.

### Evenimentele Holocaustului
Cronologic, genocidul din Lituania poate fi împărțit în trei faze: faza 1) din vara lui 1941 până la sfârșitul anului; faza 2) decembrie 1941 – martie 1943; faza 3) aprilie 1943 – mijlocul lunii iulie 1944.

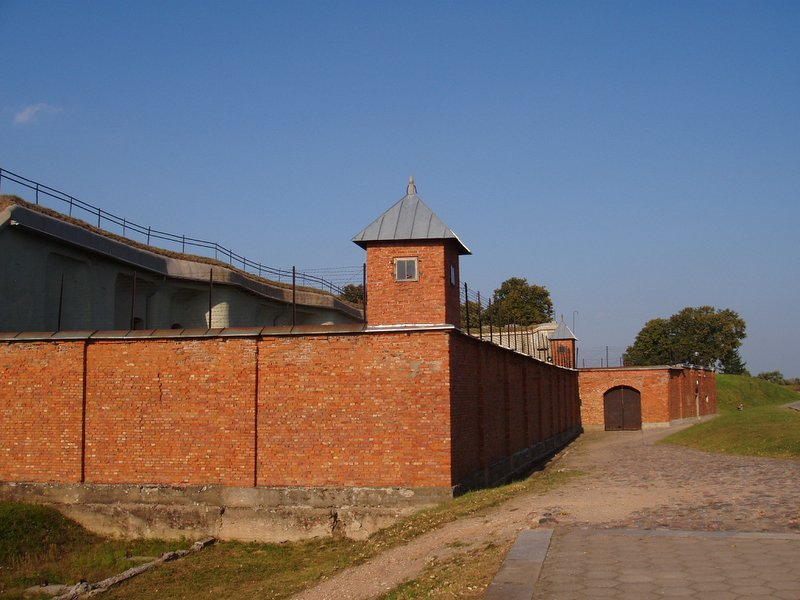
Fortul al Nouălea Kaunas

Orașul-port lituanian Klaipėda (Memel în limba germană) făcuse parte de-a lungul istoriei din Liga Hanseatică germană, și aparținuse Germaniei și Prusiei Orientale înainte de 1918. Orașul a fost semi-autonom în perioada independenței Lituaniei, sub mandatul Ligii Națiunilor. Circa 8000 de evrei trăiau în Memel, atunci când acesta a fost absorbit în Reich la 15 martie 1939. Locuitorii săi evrei au fost expulzați, iar majoritatea s-au refugiat în Lituania propriu-zisă. În 1941, în urma înaintării armatei germane, au venit comandourile germane ale morții, Einsatzgruppen, care au început imediat organizarea masacrelor de evrei. Cei mai mulți evrei lituanieni au pierit în prima fază în primele luni de ocupație și înainte de sfârșitul anului 1941. Prima acțiune atestată a Einsatzgruppen (Einsatzgruppe A) a avut loc la 22 iunie 1941, în orașul de frontieră Gargzdai (numit Gorzdt în idiș și Garsden în limba germană), care era una dintre cele mai vechi așezări evreiești din țară, aflată la doar unsprezece kilometri de Memelul anexat de germani cu doi ani în urmă. Circa 800 de evrei au fost împușcați în acea zi, în ceea ce este cunoscut ca Masacrul de la Garsden. Au mai fost executate și circa alte 100 de persoane, multe pentru încercarea de a-i ajuta vecinii lor evrei. Circa 80.000 de evrei au fost uciși până în octombrie și aproximativ 175.000 până la sfârșitul anului. Majoritatea evreilor din Lituania nu au fost obligați să trăiască nici în ghetouri și nici nu au trimiși în lagărele de concentrare naziste , care la acel moment erau doar în fazele preliminare de funcționare. În schimb, ei au fost împușcați în gropi aflate aproape de locurile lor de reședință, cele mai infame crime în masă având loc în Fortul al Nouălea⁠(d) din fosta Cetate Kaunas și în Pădurea Ponary⁠(d) din apropiere de Vilnius. În 1942, mai supraviețuiau circa 45.000 de evrei, în mare parte cei care fuseseră trimiși în ghetouri și lagăre. În faza a doua, Holocaustul a încetinit, după ce germanii s-au hotărât să-i folosească pe evrei pentru muncă forțată⁠(d) pentru a alimenta economia de război germană⁠(d). În a treia fază, distrugerea evreilor a căpătat din nou prioritate ridicată; în această fază au fost lichidate restul ghetourilor și lagărelor.
Doi factori au contribuit la distrugerea rapidă a evreilor lituanieni. Primul a fost sprijinul important acordat „dezevreizării” Lituaniei de către populația lituaniană. Cel de-al doilea a fost planul german pentru colonizarea timpurie a Lituaniei, care se învecina cu Prusia Orientală germană – în conformitate cu Generalplan Ost; de aici și prioritatea foarte ridicată a exterminării relativ micii comunități evreiești lituaniene.

### Participarea colaboratorilor locali

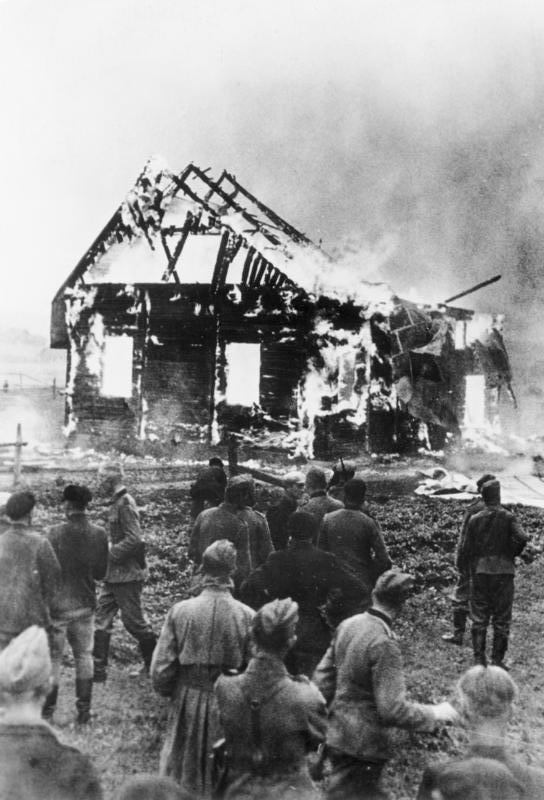
Soldați germani și localnici privesc cum arde o sinagogă lituaniană, 9 iulie 1941

Administrația germană nazistă a îndrumat și a susținut uciderea organizată a evreilor lituanieni. Trupe locale lituaniene auxiliare ale regimului de ocupație nazist au susținut logistic, au pregătit și au pus în aplicare crime sub îndrumarea naziștilor. SS-Brigadeführer Franz Walter Stahlecker⁠(d) a ajuns în Kaunas la 25 iunie 1941 și a ținut discursuri inflamatoare în oraș pentru a instiga la uciderea evreilor. La început, acestea au fost ținute în clădirea fostului Departament al Securității Statului, dar oficialii au refuzat să acționeze. Mai târziu, el a ținut discursuri publice în oraș. Într-un raport din 15 octombrie, Stahlecker scria că reușiseră să acopere acțiunile unității lor de avangardă (Vorkommando), și a făcut ca totul să pară a fi fost inițiativa populației locale. Grupuri de partizani, unități de civili afiliați grupărilor naționaliste de dreapta și antisovietice, au inițiat contactul cu germanii imediat ce aceștia din urmă au pătruns pe teritoriul lituanian.
O unitate rebelă de insurgenți, condusă de Algirdas Klimaitis⁠(d) și încurajată de către germanii din Sicherheitspolizei⁠(d) și Sicherheitsdienst, a declanșat pogromuri antievreiești în Kaunas (Kovno) în noaptea de 25-26 iunie 1941. Peste o mie de evrei au pierit în următoarele câteva zile prima pogrom din Lituania ocupată de naziști. Diferite surse dau cifre diferite, unul fiind de 1500 și altul de 3800, multe alte victime înregistrându-se și în alte orașe din regiune.
La 24 iunie 1941, a fost înființată Poliția de Securitate Lituaniană⁠(d) (Lietuvos saugumo policija), subordonată Poliției de Securitate a Germaniei Naziste și Poliției Criminale a Germaniei Naziste. Ea avea să fie implicată în diverse acțiuni împotriva evreilor și a altor dușmani ai regimului nazist. Comandanții naziști au depus rapoarte care lăudau „zelul” batalioanelor lituaniene de poliție care îl depășea și pe al lor. Cele mai notorii unități lituaniene participante la Holocaust au fost Sonderkommandoul Lituanian⁠(d) (Ypatingasis būrys) de la Vilnius (Vilna, Wilno), care a ucis zeci de mii de evrei, polonezi și alții în masacrul de la Ponary⁠(d). O altă organizație lituaniană implicată în Holocaust a fost Garda Muncii. Mulți susținători lituanieni ai politicilor naziste proveneau din organizația fascistă Lupul de Fier⁠(d). În ansamblu, administrația lituaniană naționalistă era interesată de lichidarea evreilor, percepuți ca inamic și potențiali rivali ai etnicilor lituanieni și astfel, nu numai că nu s-a opus politicilor naziste de Holocaust, dar le-au și adoptat și le-au îmbrățișat.

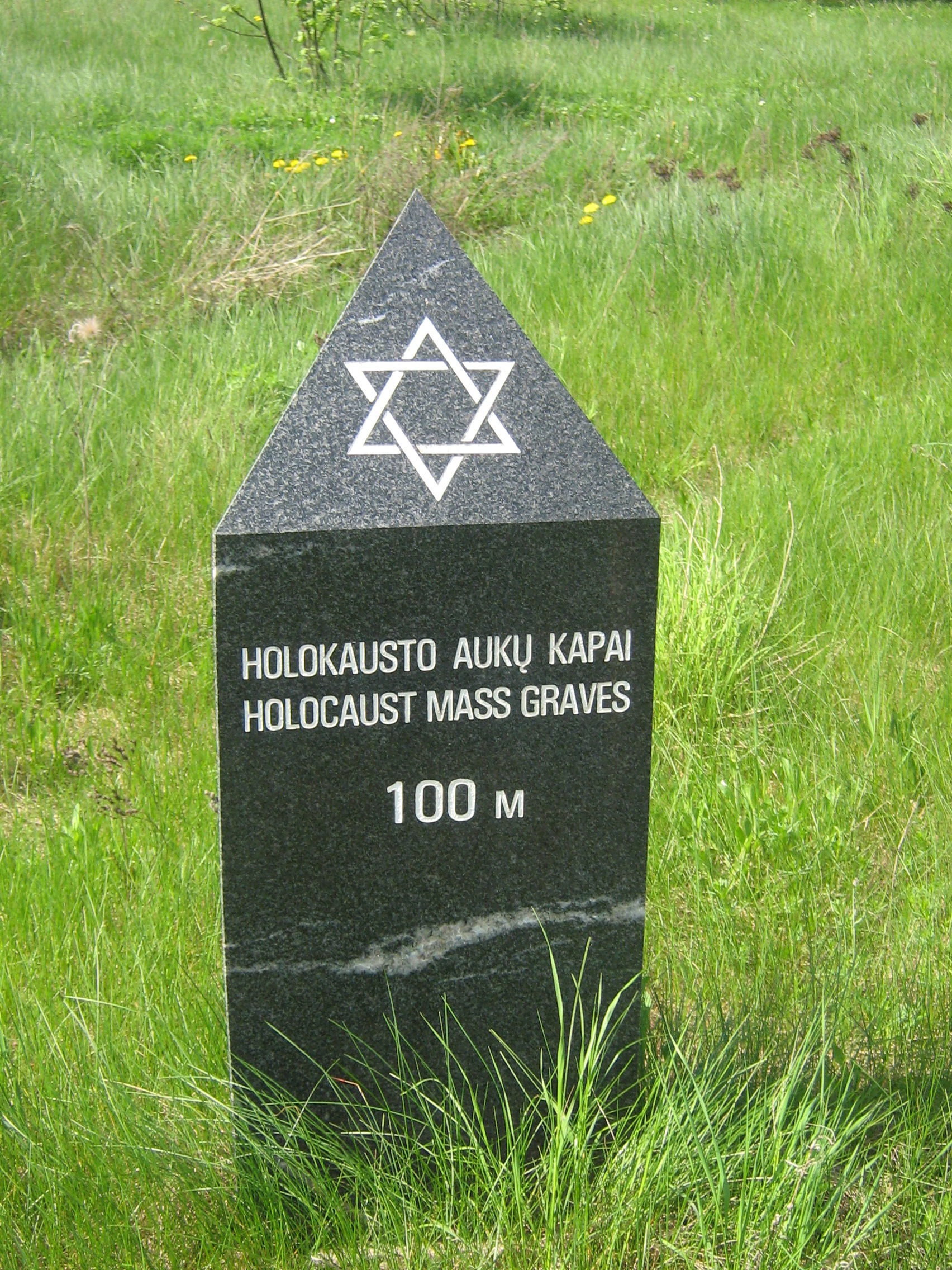
Groapă comună a victimelor Holocaustului în apropiere de orașul.

O combinație de factori servește drept explicație pentru participarea unor lituanieni la genocidul împotriva evreilor. Între aceștia se numără valorile și tradițiile naționale, inclusiv cele de antisemitism, frecvente în toată Europa Centrală contemporană, și o dorință mai specific lituaniană pentru un stat național lituanian mai „pur”, cu care populația evreiască era considerată incompatibilă. Au mai existat o serie de alți factori, cum ar fi gravele probleme economice care au dus la uciderea unor evrei pentru a li se lua proprietățile. În sfârșit, evreii erau considerați a fi sprijinit regimul eovietic în Lituania în perioada 1940–1941. În perioada premergătoare invaziei germane, evreii au fost uneori blamați pentru practic orice se întâmplase rău cu Lituania.
Implicarea populației și instituțiilor locale, într-un număr relativ ridicat, în distrugerea evreilor lituanieni a devenit un factor definitoriu al Holocaustului din Lituania.
Nu toată populația lituaniană a sprijinit însă aceste crime. Dintr-o populație de aproape 3.000.000 (80% etnici lituanieni), câteva mii de oameni au luat parte în mod activ la crime, dar mai multe sute și-au riscat viețile lor adăpostindu-i pe evrei. Israelul a recunoscut 891 de lituanieni (la 1 ianuarie 2017) ca drepți între popoare pentru că și-au riscat viața pentru a salva evrei în timpul Holocaustului. În plus, mulți membri ai minorității poloneze din Lituania⁠(d) au ajutat și ei la adăpostirea evreilor. Lituanienii și polonezi care și-au riscat viețile salvându-i pe evrei au fost persecutați și de multe ori executați de naziști.

## Înțelegerea și comemorarea
Genocidul din Lituania este considerat de unii istorici a fi una dintre primele implementări pe scară largă ale Soluției Finale, ceea ce i-a făcut pe unii cercetători să-și exprime opinia că Holocaustul a început în Lituania, în vara anului 1941. Alți cercetători afirmă că Holocaustul a început în septembrie 1939 odată cu debutul celui de al Doilea Război Mondial, sau chiar mai devreme, de Kristallnacht în 1938, sau, potrivit Jewish Virtual Library⁠(d), atunci când Hitler a devenit Cancelar al Germaniei în 1933.
Guvernul Sovietic a încercat din motive politice să minimizeze suferința evreilor. În Lituania și în întreaga Uniune Sovietică, monumentele postbelice nu îi pomeneau explicit pe evrei; ele erau construite pentru a comemora suferințele „localnicilor”. Cei vinovați de colaborarea cu naziștii și de crime împotriva evreilor nu au fost pedepsiți prea aspru.
După redobândirea independenței față de Uniunea Sovietică în 1991, dezbaterea despre participarea lituanienilor la Holocaust a fost plină de dificultăți în Lituania. Naționaliștii lituanieni postsovietici pun accent pe rezistența antisovietică, dar unii partizani lituanieni pe care aceștia îi consideră eroi în lupta împotriva ocupației sovietice, erau în același timp colaboratori ai naziștilor cu care au cooperat pentru uciderea evreilor lituanieni. Guvernul lituanian postsovietic și-a reafirmat de mai multe ori angajamentul față de comemorarea Holocaustului, față de combaterea antisemitismului, și față de aducerea criminalilor de război din perioada nazistă în fața justiției. Coaliția Națională pentru Sprijinirea Evreilor Sovietici⁠(d) a declarat că „Lituania a făcut progrese lente, dar semnificative în urmărirea penală a lituanienilor suspecți de a fi colaborat la genocidul nazist”. Lituania a fost prima țară independentă post-sovietică care a legiferat protecția și marcarea locurilor legate de Holocaust. În 1995, președintele Lituaniei, Algirdas Brazauskas, s-a adresat Knessetului Israelian și a prezentat poporului evreu scuze publice pentru participarea lituanienilor la Holocaust. La 20 septembrie 2001, pentru a marca 60 de ani de la Holocaust, în Lituania, Seimas (parlamentul lituanian) a ținut o ședință solemnă în care Alfonsas Eidintas⁠(d), istoric nominalizat drept următorul ambasador al țării în Israel, a ținut o cuvântare în care comemora anihilarea evreilor din Lituania.
Au existat critici că Lituania tărăgănează această chestiune; în 2001, Dr. Efraim Zuroff⁠(d), directorul Centrului Simon Wiesenthal, a criticat guvernul lituanian pentru refuzul de a urmări penal lituanieni implicați în Holocaust. În 2002, Centrul Simon Wiesenthal și-a declarat nemulțumirea față de eforturile guvernului lituanian și a lansat controversata „Operatiune Ultima Șansă⁠(d)”, oferind recompense monetare pentru dovezi care să conducă la judecarea criminalilor de război; această campanie a întâmpinat multă rezistență în Lituania și în alte țări ale fostului bloc sovietic. Mai recent, în 2008, Centrul Simon Weisenthal, care inițial clasase Lituania pe primele locuri în timpul anchetelor și proceselor aflate în derulare având scopul de a-i aduce pe criminalii de război lituanieni în fața justiției, menționa, în raportul său anual, că nu există nici un progres și că organele de justiție lituaniene nu au aplicat nicio pedeapsă autorilor Holocaustului.
A existat și o limitată dezbatere pe marginea locului Holocaustului în memoria națională lituaniană; de-a lungul istoriei, lituanienii au negat participarea la Holocaust sau i-au etichetat pe lituanienii participanții la genocid ca elemente extremiste izolate. Amintirile din acea vreme și discutarea acestor evenimente în istoriografiile evreiască și lituaniană sunt destul de diferite, deși istoriografia lituaniană în ultimele două decenii s-a îmbunătățit, în comparație cu istoriografia sovietică⁠(d), cu lucrări de cercetători, cum ar fi Alfonsas Eidintas⁠(d), Valentinas Brandišauskas și Arūnas Bubnys⁠(d), printre alții, și a fost revizuită pozitiv de istorici occidentali. Problema rămâne controversată și astăzi. Conform istoricilor lituanieni, chestiunile în discuție sunt cele referitoare la rolul Frontului Activiștilor Lituanieni, al Guvernului Provizoriu⁠(d) și participarea civililor și voluntarilor lituanieni la Holocaust.